# Los frutos salvajes (película de 1954)
Les fruit sauvages, en español; Los frutos salvajes, es una película dramática francesa de 1954 dirigida por Hervé Bromberger y protagonizada por Estella Blain, Évelyne Ker y Nadine Basile. Fue rodada en los Estudios Saint-Maurice de París y distribuida por Cinédis.

## Sinopsis
María es la mayor de 5 hermanos de una familia y la única que trabaja. Su madre falleció y su padre frecuentemente llega a casa borracho y violento. Una noche, cuando quiere golpear a su hija Christine, María ayuda a su hermana y accidentalmente mata a su padre. La familia aconseja a María que huya. Anna, la novia de su hermano Michael le acompaña. Un amable camionero lleva a María y a su acompañante hacia el sur. Cruzan por desiertas carreteras hacia un pueblo que fue abandonado por falta de agua hace más de 25 años.

## Reparto
- Estella Blain como Maria Manzana
- Évelyne Ker como Christine Manzana
- Marianne Lecène como Anna
- Nadine Basile como Françoise
- Jean-Pierre Bonnefous como 	José Manzana
- Roger Dumas como	Hans
- Jacques Moulières como Frédéric
- Michel Reynald como Michel Manzana
- Talina Sauser comoLolita
- Norbert Pierlot como Le berger
- Marco Villa  como Forgeau
- Albert Rémy como Louis
- Georges Chamarat como	Manzana

## Reconocimiento
- Festival Internacional de Cine de Locarno[1]
- ganadora: Leopardo de oro